# Accordo di ristrutturazione
L'accordo di ristrutturazione dei debiti è uno strumento flessibile disciplinato dalla legge come mezzo di risanamento. L'impresa in crisi vi ricorre quando vuole ridurre la propria esposizione debitoria e tentare il risanamento. Esso si fonda su un accordo con tanti creditori che rappresentino almeno il 60% dei crediti e sulla relazione di un professionista che ne attesta l'attuabilità.
Il contenuto dell'accordo con i creditori aderenti, anche di crediti tributari e previdenziali, è liberamente determinabile mentre a quelli non aderenti si deve assicurare l'integrale pagamento nei termini fissati dalla legge.
Per facilitare l'utilizzo di tali accordi l'impresa può fare una richiesta di preaccordo (o proposta di accordo) ottenendo l'applicazione anticipata delle tutele e vedendosi assegnata un termine per depositare i documenti.

## Disciplina
L'accordo di ristrutturazione dei debiti è disciplinato dalla legge fallimentare (art. 182 bis L.Fall.).
La sua disciplina è stata recentemente ampliata, con la fissazione di forme di tutela, per le parti dell'accordo e per i finanziatori dell'impresa in crisi.

## Natura dell'accordo
La tesi prevalente riconosce all'accordo di ristrutturazione una natura privatistica: si tratterebbe di un accordo tra privati che, se concluso nel rispetto di determinate regole di procedimento, produce gli effetti particolari previsti dalla legge. Depongono a favore di questa impostazione sia la giurisprudenza che la dottrina prevalenti (Lo Cascio, Jorio, Ambrosini). Tra le ragioni per cui l'accordo si ritiene privato si annoverano le seguenti: l'accordo non determina l'apertura del concorso dei creditori sul patrimonio dell'impresa, non vi è l'obbligo di rispettare la par condicio tra i creditori e non è nominato alcun organo che rappresenta la massa dei creditori, non ha una efficacia vincolante verso tutti i creditori, ma solo nei confronti degli aderenti.
È minoritaria la tesi che riconosce all'accordo una natura concorsuale, considerandolo una sorta di concordato preventivo «minore» o semplificato (come si desume anche dalla collocazione della norma tra le disposizioni relative al concordato) (Trib. Milano 21 dicembre 2005; Tarzia, Ferro, Valensise).

## Chi sono le parti dell'accordo
L'accordo di ristrutturazione può essere proposto dal qualsiasi imprenditore (art. 182 bis c. 1 L.Fall.) e quindi sia dall'imprenditore-persona fisica, sia dalla società o dal diverso ente per mezzo dei propri rappresentanti legali. L'impresa deve avere le seguenti caratteristiche:
- deve trovarsi in uno «stato di crisi» (art. 182 bis c. 1 L.Fall.).

La giurisprudenza e gli interpreti, in generale, ritengono che lo stato di crisi, in analogia con il concordato preventivo, comprenda lo stato di insolvenza  e che quindi si possa proporre un accordo per evitare la dichiarazione di fallimento.
Per evitare situazioni di abuso dell'istituto si esclude che una semplice situazione di declino autorizzi il ricorso all'accordo, dovendosi ritenere necessaria una situazione di crisi vera
e propria, anche solo nella sua manifestazione prospettica e non ancora attuale (Mandrioli).
Secondo la dottrina al procedimento relativo agli accordi di ristrutturazione (Vitiello):
- può accedere l'impresa soggetta a liquidazione coatta amministrativa;
- non può accedere l'imprenditore irregolare: chi non è regolarmente iscritto al registro delle imprese non può infatti depositare l'accordo presso il medesimo ufficio.

## Procedura
Questa procedura negoziale della crisi inizia con il ricorso del debitore in stato di crisi che presso il tribunale competente deposita un accordo di ristrutturazione dei debiti con almeno il 60% dei crediti, l'elenco delle attività e dei crediti, l'elenco dei creditori personali del socio a responsabilità illimitata, e l'attestazione di un professionista iscritto all'albo dei revisori contabili, circa la fattibilità e l'attuabilità degli accordi, e circa la capacità del debitore di soddisfare regolarmente tutti i creditori estranei, ovvero tutti quei creditori che non hanno stipulato l'accordo con il debitore, e che quindi devono vedere soddisfatta la loro obbligazione in maniera regolare, (secondo quindi le modalità presenti nel titolo). Questa procedura post-riforma, prevede anche la transazione fiscale, è importante però valutare che cosa accade se nel 60% dei creditori minimi aderenti agli accordi, sia compreso o meno il fisco: se nel 60% è compreso il fisco, allora la domanda deve essere accolta dall'erario prima della pubblicazione nel registro delle imprese; elemento che non deve sussistere se nel totale dei creditori non è compreso l'erario, in quanto di fatto è stante in ogni caso il monte crediti minimo richiesto dalla legge fallimentare. Successivamente alla stipula degli accordi, questi ultimi devono essere iscritti nel registro delle imprese; da tale momento inizia per 60 giorni il divieto di intraprendere azioni esecutive individuali per i creditori nei confronti del debitore, ed il termine di 30 giorni per fare opposizione. Si deve inoltre tenere presente che non è previsto il divieto di azioni esecutive durante le trattative, ovvero prima della pubblicazione degli accordi nel registro delle imprese, tuttavia il debitore in via giudiziale può richiedere l'istanza di sospensione, che deve essere comunque iscritta nel registro delle imprese.
La procedura si conclude (se non vi sono opposizioni) con l'omologa da parte del tribunale che produce i suoi effetti (effetto principale di esenzione da azione revocatoria ai sensi dell'art. 67 della legge fallimentare) solo dopo la pubblicazione del decreto nel registro delle imprese (anche se probabilmente si può parlare di effetto retroattivo). L'omologazione dà il via alla fase esecutiva della procedura, che però di fatto è lasciata alle norme del diritto privato in materia dei contratti; sarà però facoltà dei creditori estranei, che non vedranno l'adempimento della propria obbligazione, fare istanza di fallimento. Per quanto riguarda invece i creditori aderenti agli accordi, questi potranno richiedere la risoluzione della procedura qualora si verifichi l'inadempimento del debitore, che di fatto non si attiene agli accordi che lui stesso aveva proposto; la risoluzione del concordato già omologato anche in caso di successivo fallimento, non dovrebbe tuttavia avere ripercussioni circa gli atti posti in essere in esecuzione di procedura.